# Батран
Батран (фр. Battrans) насеље је и општина у источној Француској у региону Франш-Конте, у департману Горња Саона која припада префектури Везул.
По подацима из 2011. године у општини је живело 227 становника, а густина насељености је износила 42,67 становника/km². Општина се простире на површини од 5,32 km². Налази се на средњој надморској висини од 207 метара (максималној 239 m, а минималној 194 m).

## Демографија
| 1962. | 1968. | 1975. | 1982. | 1990. | 1999. | 2011. |
| ----- | ----- | ----- | ----- | ----- | ----- | ----- |
| 70    | 93    | 92    | 154   | 189   | 204   | 227   |

График промене броја становника у току последњих година